# Liste der Naturdenkmale in Steinbach am Glan
Die Liste der Naturdenkmale in Steinbach am Glan nennt die im Gemeindegebiet von Steinbach am Glan ausgewiesenen Naturdenkmale (Stand 27. April 2024).

## Naturdenkmale
| Nr.         | Bezeichnung          | Lage                         | Beschreibung                | Bild                                    |
| ----------- | -------------------- | ---------------------------- | --------------------------- | --------------------------------------- |
| ND-7336-409 | Silberlinden         | Hauptstraße, bei Nr. 61 Lage | Tilia tomentosa, vier Bäume | Direkt Bild zu diesem Denkmal hochladen |
| ND-7336-410 | Linde am Glockenturm | Lindenstraße Lage            | Tilia sp.                   | Fotos hochladen                         |